# ۱۱۴۹ (میلادی)
۱۱۴۹ (میلادی) هزار و صد و چهل و نهمین سال تقویم میلادی است.
‎